# Agadir
|  | Aquest article tracta sobre sobre la ciutat d'Agadir al Marroc . Si cerqueu la fortificació berber, vegeu «Agadir (fortificació)». |

Agadir (àrab: أكادير, Agādīr; amazic estàndard marroquí: ⴰⴳⴰⴷⵉⵔ, Agadir; històricament, portuguès: Santa Cruz do Cabo de Gué, i castellà: Santa Cruz del Cabo de Aguer) és una ciutat del sud-oest del Marroc, capital de la regió de Souss-Massa i de la prefectura d'Agadir Ida-Outanane, situada a la part nord d'una badia a la costa atlàntica, 508 km al sud de Casablanca, a 173 km d'Essaouira i 235 km a l'oest de Marràqueix. Es troba entre 250 i 300 metres d'altura. Els seus habitants s'anomenen en francès gadiris; en amazic, gougadir i en àrab gadiri.

## Població
Segons el cens del 2004, tenia 346.106 habitants, però la seva conurbació reunia uns 600.000 habitants, incloent-hi les veïnes Inezgane i Aït Melloul. La prefectura, el 2004, tenia 487.954 habitants. És la sisena ciutat del Marroc després de Casablanca, Rabat, Fes, Marràqueix i Tànger. A la vila, es parla l'àrab, l'amazic (tachelhit) i el francès. La població, el 1952, era de 30.111 habitants (dels quals, 1.518 jueus i 6.062 europeus).

## Descripció de la vila
La ciutat fou destruïda per un terratrèmol el 1960 i fou totalment reconstruïda. La vila central inclou diverses avingudes, entre les quals les de Muhammad V i Hassan II; aquí hi ha la mesquita Loubnane. A la zona vora la mar, hi ha nombrosos hotels i restaurants i barris residencials; la platja té uns 10 km.

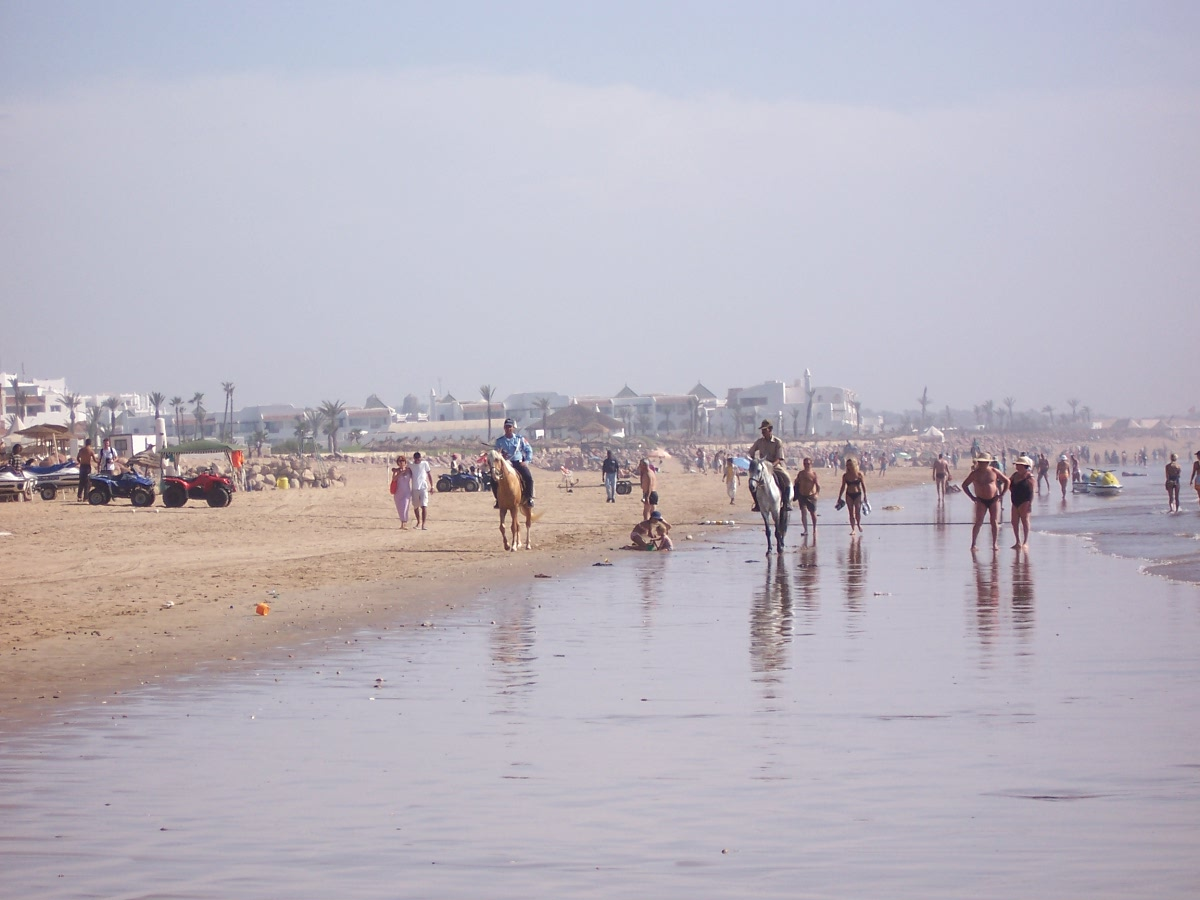
La platja d'Agadir.

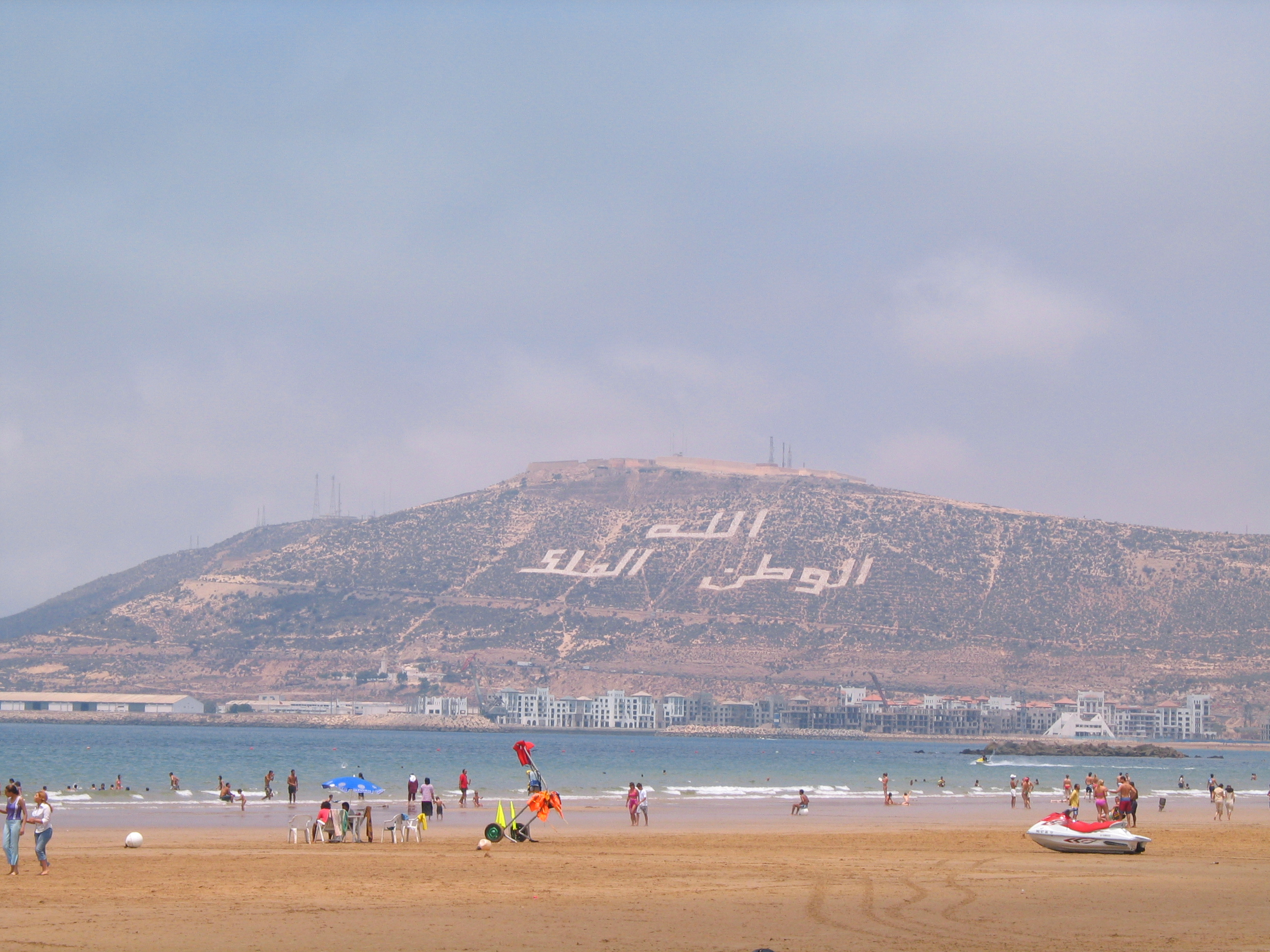
La platja i el turó de l'antiga Casbah.

El barri de Talborjt (paraula amazigua que vol dir ‘la Petita Torre’) té una part nova coneguda com a Nouveau Talborjt, allunyada de l'antic barri, amb una avinguda de nom Muhammad Sheikh Saâdi, que va derrotar els portuguesos el 1541. Destaca la mesquita de Mohammed V i dos jardins. El barri vell, al front de la mar i a la zona del uadi Tildi, va quedar destruït el 1960 i no es pot reconstruir.
Hi ha nombrosos barris residencials, entre els quals el de Founti o Funti, prop de la platja, al costat del barri d'Illig (a 2 km de la platja). En direcció a l'aeroport, a l'est, hi ha la ciutat de Dakhla, amb cases d'estil marroquinoandalús.
El port es dedica a la pesca, port comercial, i darrerament també port esportiu. És el primer port sardiner del món.

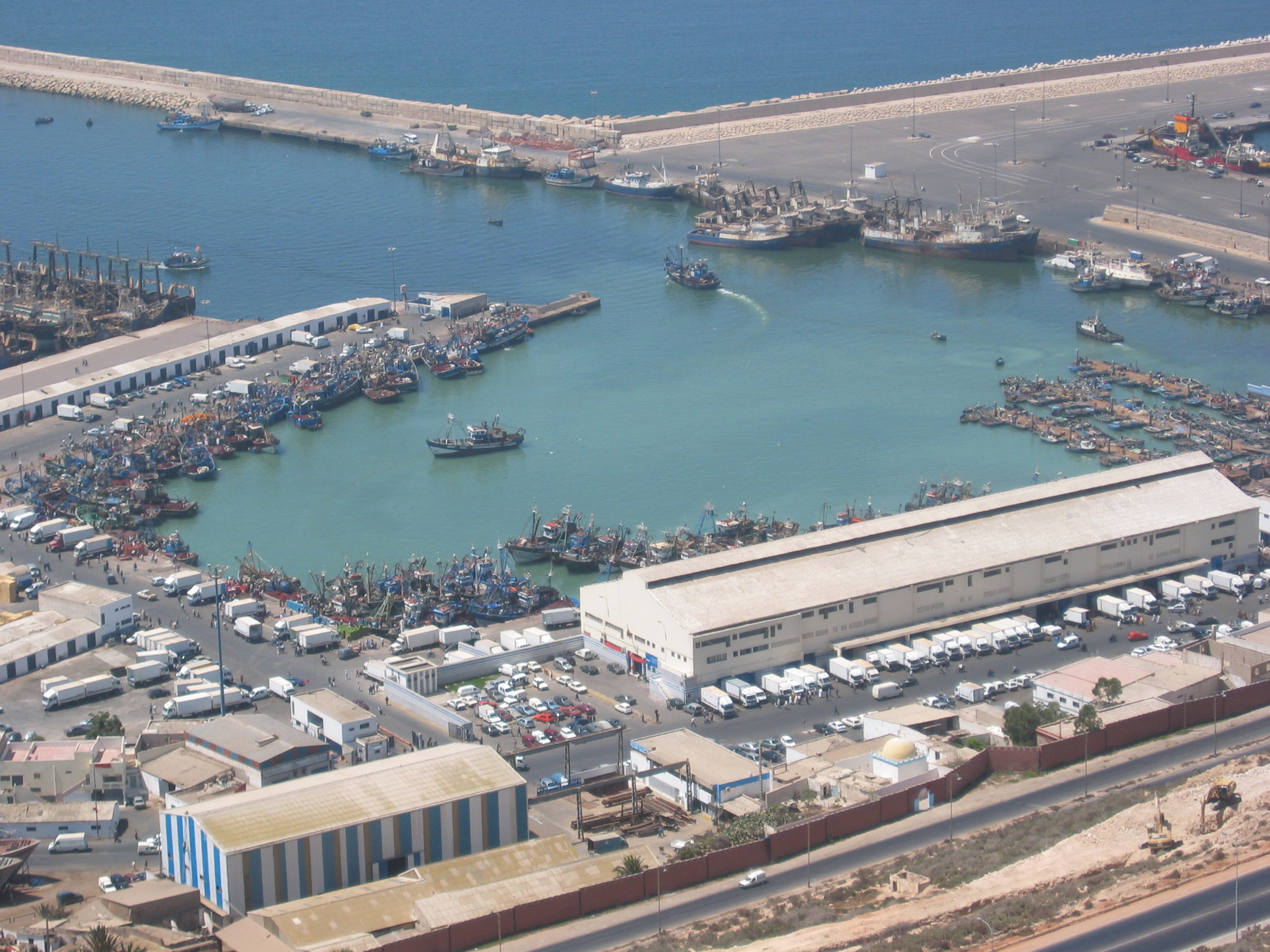
El port pesquer vist des de la Casbah.

La Casbah, enomenada Agadir Oufella, ‘Agadir l'alta’, o Agadir N'Ighir, ‘Agadir del turó’', construïda el 1572, i el barri de Founti, als seus peus, és la part més vella de la ciutat; hi ha restes de l'antiga fortalesa. El barri industrial (L'abattoir) es troba al cor de la vila; va ser menys afectat pel terratrèmol del 1960.
El soc (souk), on hi ha unes sis mil botigues, està rodejat de muralles amb diverses portes; està organitzat en sectors d'activitat. La medina fou creada el 1992 per l'artista italià Coco Polizzi, al barri de Ben Sergao (a uns 4,5 km del centre), per donar sortida als productes artesanals, i fou construïda segons tècniques tradicionals amzigues. Inclou un jardí exòtic.

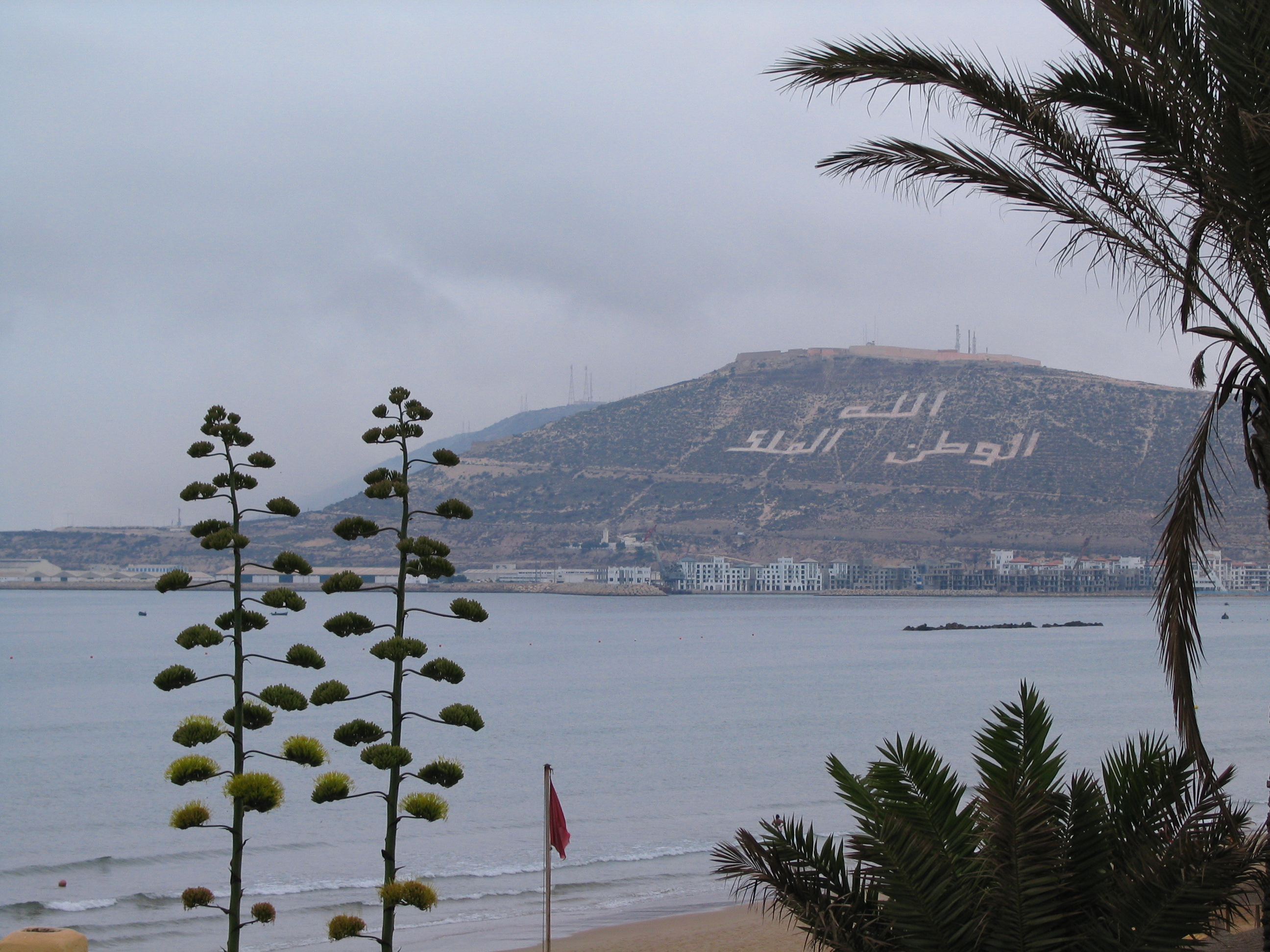
Turó de l'antiga Casbah.

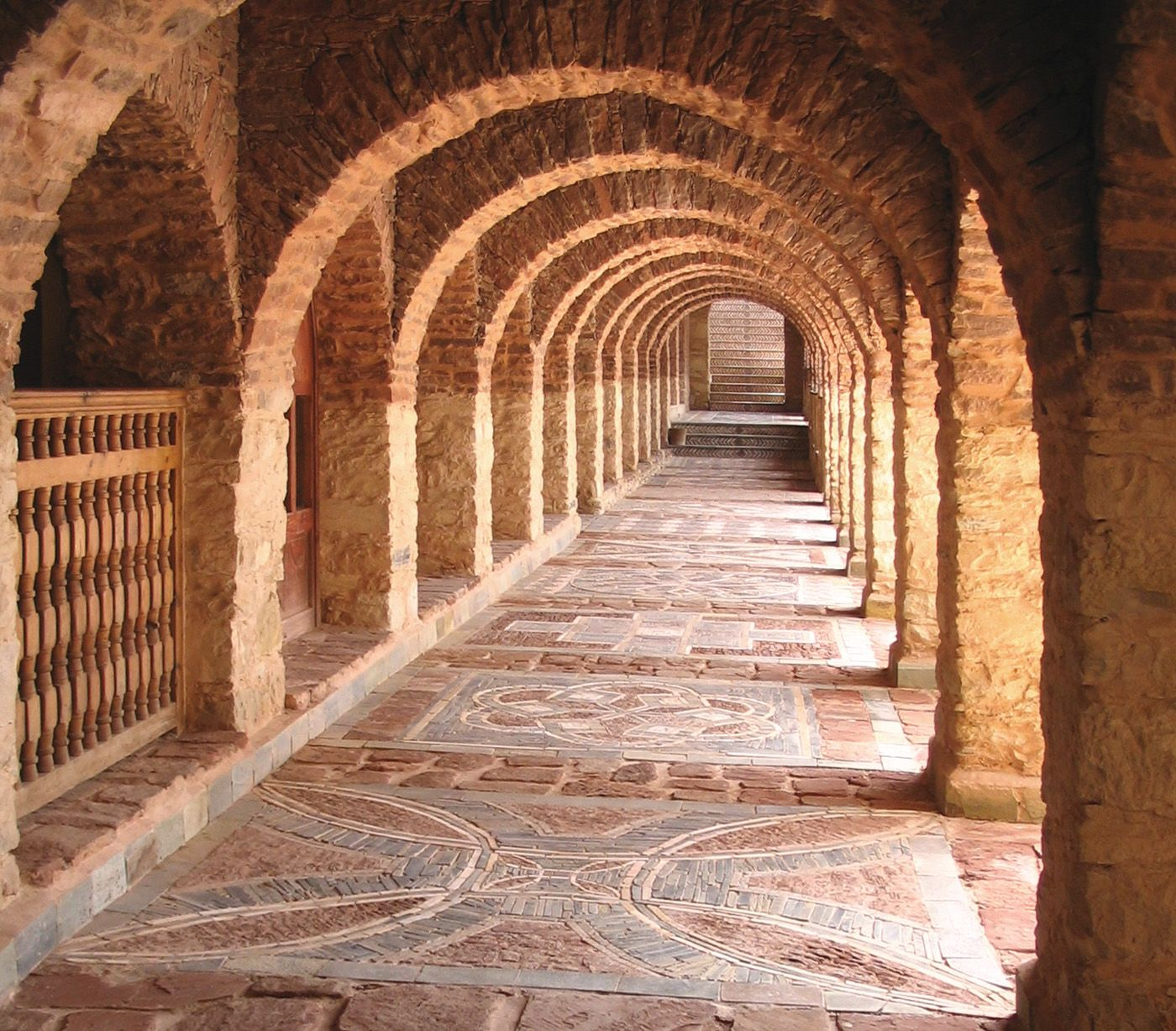
La medina.

## Lloc destacats
- Museu municipal Bert Flint
- Vall dels Ocells, zoològic d'ocells
- Jardí de Portugal amb un museu
- Mesquita Mohammed V
- Souk al-Had (els diumenges)

## Història
Agadir no apareix en la història abans del segle xii. Polibi, en l'època romana, parla d'un cap de nom Rhysaddir, que podria estar a la zona d'Agadir, però la ubicació és discutida. La primera menció és d'un portolà del 1325, amb el nom de Porto Mesegina, per la tribu amaziga dels mesguina (els ksima). El 1505, un portuguès, João Lopes de Sequeira, va fundar un establiment comercial i pesquer a la zona i, prop d'una font, va construir una petita fortalesa de fusta al peu del turó davant la mar, que es va dir Santa Cruz do Cabo de Gué (nom portuguès del modern cap Ghir), al lloc on modernament hi va haver el barri de Founti (o Funti), ja desaparegut després del 1960, i que tenia el nom per la paraula portuguesa "fonte" ('font'). L'establiment va estar en mans de Lopes de Sequeira, fins que el 25 de gener del 1513 fou comprat pel rei portuguès, i es van nomenar governadors portuguesos:
- 1513 - 1521 Francisco de Castro
- 1521 - 1523 Simão Gonçalves da Costa
- 1523 - 1525 António Leitão de Gamboa
- 1525 - 1528 Luis Sacoto
- 1528 - 1529 António Leitão de Gamboa (segona vegada)
- 1529 (febrer a juliol) António Rodrigues de Parada
- 1529 - 1534 Simão Gonçalves da Camara
- 1534 Rui Dias de Aguiar
- 1534 Guterres de Monroy
- 1534 - 1538 Luís de Loureiro
- 1538 - 12 Mar 1541 Guterres de Monroy (segona vegada)

El portuguesos van haver de front a l'hostilitat dels habitants de la regió anomenada el Sus (Sous) i, especialment, de la confraria religiosa dels djazuliyya, que s'havien instal·lat al Sus feia uns 50 anys, i van proclamar la guerra santa. Van afavorir l'ascens d'una família de shurafa originaris de la regió del Draa, els Banu Sad, el cap familiar dels quals, Muhammad, després Muhammed al-Kaim bi-amr Allah, fou proclamat "cap de la guerra santa" en una data a l'entorn del 1510. Després del 1530, els portuguesos van quedar bloquejats a la fortalesa. El 1540, el xerif sadita del Sus, Muhammad al-Sheikh, fill de Muhammad al-Kaim, va ocupar el turó que dominava la fortalesa, la qual va quedar a l'abast de l'artilleria. El setge de la plaça va començar el 16 de febrer del 1541. El rei Joan III de Portugal (1521-1557) va considerar, des del 1540, la conveniència d'evacuar algunes de les places de Barbaria, i quan el xerif sadita va conquerir Santa Cruz el 12 de març del 1541 (el governador va capitular), la seva decisió es va portar a terme en pocs mesos a les places de Safim i Azemor. Sis-cents portuguesos foren fets presoners en la conquesta de la vila, entre els quals el governador Guterres de Monroy i la seva filla Mècia; els captius foren rescatats per religiosos portuguesos; Mècia, el marit de la qual havia mort en la batalla, es va casar amb el xerif i va morir al llit el 1544. En aquest mateix any, el xerif va alliberar Guterres de Monroy, amb qui havia fet amistat.
La ciutat va quedar despoblada fins que el soldà Abd Allah al-Ghalib (1557-1574) hi va fer construir una fortalesa (la casba) el 1572, al cim del turó, i es va dir Agadir N'Ighir o Agadir-Ighir, literalment, 'El graner fortificat del turó'. El port, o més exactament l'embarcador, fou després lloc freqüentat pels cristians per carregar sucre i va conservar aquest caràcter fins que es va fundar Mogador el 1773. El cap va agafar el nom d'Ighir (modern Cap Ghir).
El 1731 es va produir un fort terratrèmol. El 1746, els holandesos van instal·lar allí una factoria, amb autorització del soldà i van ajudar a restaurar la vila.
La ciutat va entrar en decadència progressiva després del 1773, per la concurrència del port de Mogador (Essaouira). El 1789, un viatger europeu la descrivia com una vila quasi deserta i de cases en ruïnes. El 1884, Charles de Focauld, en la seva obra Reconnaissance au Maroc, assenyala que era un llogaret miserable de pescadors, sense comerç.
Només va saltar a l'actualitat el 1911, per l'anomenat Incident d'Agadir. El 1913, hi van entrar els francesos. En aquell moment, tenia menys de mil habitants. En endavant, va prosperar a causa del desenvolupament de l'agricultura, de la pesca i de la mineria. El port es va començar a construir el 1914 i després es va engrandir, i a partir del 1920 va començar a prosperar. Als anys trenta, era una etapa important de l'Aéropostale, on Antoine de Saint-Exupéry i Jean Mermoz van fer escala. Als anys quaranta, va començar a créixer sota els plànols del director del servei d'urbanisme del Marroc, Michel Écochard, amb forma de ferradura amb les puntes a la mar. El nou port comercial es va obrir als anys cinquanta, i l'activitat econòmica va augmentar i va començar a atreure turisme pel seu bon clima i els hotels que s'hi van obrir. El 1959, el iot d'Aristotelis Onassis, que portava com a hoste a Winston Churchill, va fer escala a la ciutat.
El 29 de febrer del 1960, fou destruïda per un terratrèmol de 5,7 punts de l'escala de Richter. Tenia llavors no menys de quaranta mil habitants, dels quals 15.000 van morir. La vila fou reconstruïda uns 2 km al sud. Va tornar a atreure turistes i es va desenvolupar en tots els aspectes.

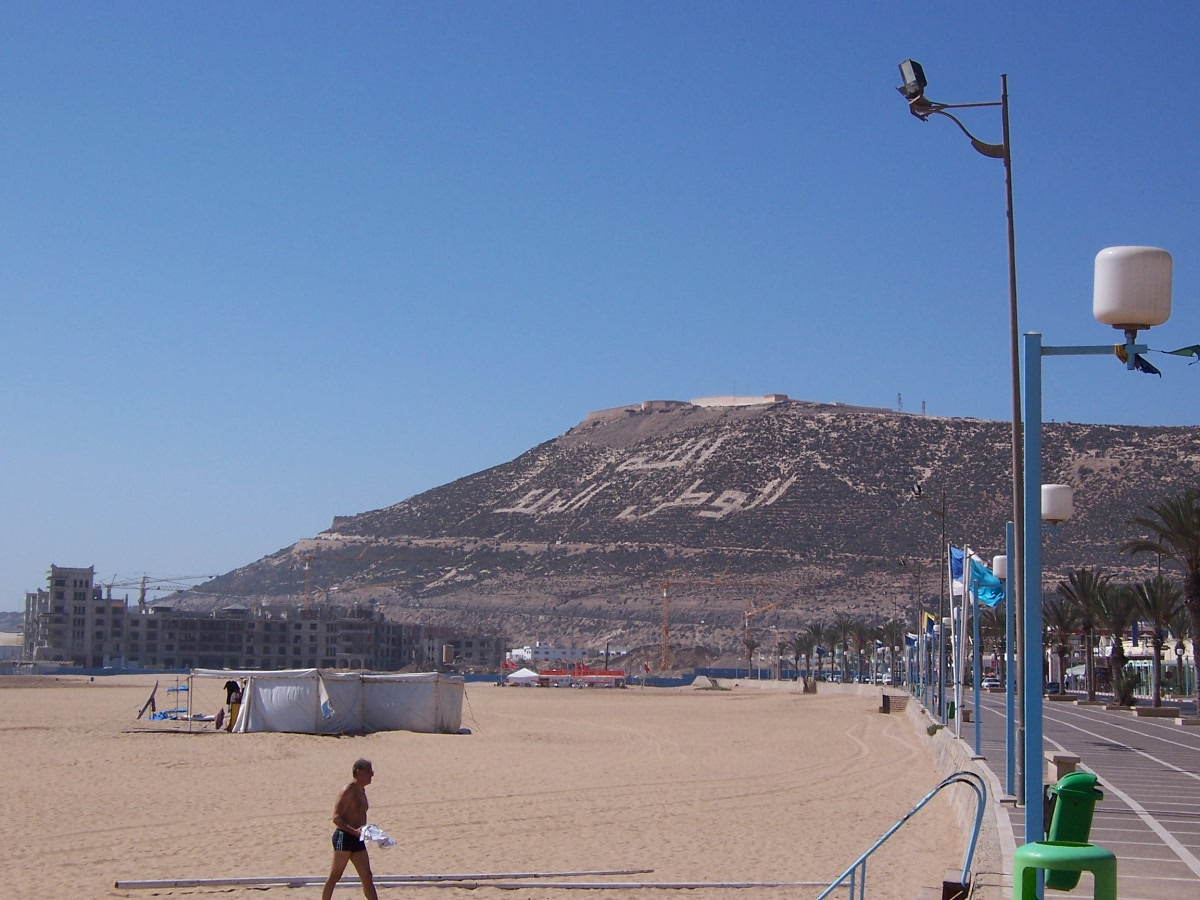
La platja d'Agadir.

## Economia i clima
L'activitat portuària i comercial (és el primer port de pesca del Marroc), i l'exportació dels productes agrícoles de la fèrtil vall del Sus, és la major activitat seguida pel turisme i la indústria. La ciutat disposa d'un aeroport internacional anomenat Al-Massira. El clima és particularment benigne, amb 300 dies de sol, i temperatura sempre càlida però no calorosa, i n'és la mitjana de 14 a 16 la mínima, i de 19 a 22 les màximes, excepte quan arriba aire del desert del Sàhara, que pugen fins als 40 graus. Les pluges són de 250 mm l'any, concentrades entre novembre i març.
| mes                | G  | F  | M  | A  | M  | J  | J  | A  | S  | O  | N  | D  |
| Temperatura(°C)    | 14 | 15 | 17 | 17 | 19 | 22 | 24 | 24 | 23 | 21 | 18 | 14 |
| Precipitacions(mm) | 46 | 43 | 30 | 25 | 3  | 0  | 0  | 0  | 3  | 25 | 53 | 61 |

## Cultura i esport
Des del 2004, celebra cada any al juliol un festival de música amaziga, anomenat festival Timitar. El club esportiu principal és l'Hassània d'Agadir; la ciutat disposa d'un gran estadi.

## Agermanaments
- Nantes
- Olhão
- Casablanca, Marroc
- Miami, Estats Units
- Oakland, Estats Units